# Manota confixa
Manota confixa är en tvåvingeart som beskrevs av Heikki Hippa 2007. Manota confixa ingår i släktet Manota och familjen svampmyggor. Inga underarter finns listade i Catalogue of Life.